# Modelo de viga de Euler-Bernoulli

Deformação de uma viga devido a uma carga vertical uniformemente distribuida.

O modelo de viga de Euler-Bernoulli  é uma simplificação da teoria linear da elasticidade que fornece meios de calcular as características de deflexão de uma viga sob um determinado carregamento (estático ou dinâmico), a qual é constituída por uma equação diferencial parcial linear de quarta ordem. O nome viga de Euler-Bernoulli foi dado após Jakob Bernoulli ter realizado descobertas significativas para o avanço desta teoria.  Leonhard Euler e Daniel Bernoulli foram os primeiros a unir essas descobertas numa só teoria por volta de 1750.

Ambos foram orientados por Jakob Bernoulli na Universidade de Basileia, Suíça.

## Considerações físicas

Hipótese de pequenas deformações (alto): as seções transversais permanecem planas e perpendiculares à curva neutra.
Para grandes deformações (baixo): as hipóteses não são mais respeitadas.

A derivação da equação de Euler-Bernouilli envolve as seguintes hipóteses físicas:
1. O formato da viga é um prisma reto, cujo comprimento é muito maior que as outras dimensões.
2. A viga é constituída de um material linearmente elástico.
3. O Coeficiente de Poisson é negligenciável.
4. A seção transversal é simétrica em relação ao plano vertical, de forma que a linha neutra está contida nele.
5. Planos perpendiculares à linha neutra permanecem planos e perpendiculares depois da deformação.
6. O ângulo de rotação é muito pequeno.
7. O efeitos de momento de inércia de rotação é desprezado
8. A energia envolvida no cisalhamento é desprezada.
9. A viga é constituída de material homogêneo com densidade ρ

Consideramos a viga não deformada como composta de infinitos feixes longitudiais de comprimento L. Quanto a viga sofre flexão, as fibras próximas à superfície côncava se contraem e as fibras próximas à superfície convexa devem se distender. A superfície que separa a região de compressão da região de distensão (onde o comprimento permanece inalterado) é chamada de superfície neutra A intersecção entre superfície neutra e o plano de simetria (hipótese 5) é chamada de linha neutra.
Escolhemos um sistema de coordenadas cartesiano de tal forma que a linha neutra da viga não deformada repouse sobre o eixo x entre os pontos x=0 e x=L. Vamos supor então que a viga assume vibrações transversais, isto é, suas partículas podem se mover apenas da direção vertical. Desta forma a linha neutra pode se delocar. Vamos denominar  v(x,t) a altura da linha neutra no instante t e na posição x.
Aplicando a terceira lei de Newton ao trecho da viga localizado entre x e x+Δx, obtemos a seguinte expressão:
{\displaystyle \int _{x}^{x+\Delta x}A\rho v_{tt}(x,t)dx=\sum {\hbox{forças verticais}}}
As forças verticais atuando no elemento de viga consideradas são:
- Peso por unidade de distância: {\displaystyle -A\rho g\,}
- Forças verticais por unidade de distância aplicadas sobre a superfície da viga denotadas por -f(x,t).
- Força dissipativa por unidade de distância representando as perdas de energia com a vibração, supondo uma lei simplificada: {\displaystyle -kv_{t}(x,t)\,}, onde k é uma constante positiva.
- Força líquida devido à tensão de cisalhamento: {\displaystyle A\left(V(x+\Delta x,t)-V(x,t)\right)\,}

Usando a definição de derivada parcial:
{\displaystyle \lim _{\Delta x\to 0}{\frac {V(x+\Delta x,t)-V(x,t)}{\Delta x}}={\frac {\partial }{\partial x}}V(x,t)=V_{x}(x,t)\,},
chegamos à seguinte equação:
{\displaystyle A\rho v_{tt}(x,t)=V_{x}(x,t)-f(x,t)-A\left[kv_{t}(x,t)+\rho g\right]}
Observamos que o esforço cortante, V ainda é uma incógnita, para relacioná-lo com a deformação v(x,t), utilizaremos o conceito de momento fletor, responsável pela flexão da viga. O acréscimo de momento é dado por:
{\displaystyle M(x+\Delta x,t)-M(x,t)=-\int _{x}^{x+\Delta x}V(x,t)dx\,}
de forma que, tomando limites, temos:
{\displaystyle {\frac {\partial }{\partial x}}M(x,t)=M_{x}(x,t)=-V(x,t)\,}
Denotamos agora por s(x,z,t) a tensão elástica oriunda da deformação da viga. Da definição de momento, temos:
{\displaystyle M(x,t)=\int _{A}\sigma (x,z,t)zdA\,}
Se considerarmos que a linha neutra pode ser localmente aproximadada por uma circunferencia de raio R, temos:
{\displaystyle \sigma (x,z,t)=E{\frac {z}{R}}\,}
onde E é o módulo de Young. Portanto, temos:
{\displaystyle M(x,t)=\int _{A}E{\frac {z^{2}}{R}}dA={\frac {E}{R}}I\,}
onde I é o momento de inércia de área da seção transversal.
Observa-se aqui, que do fato de não haver forças longitudinais aplicadas nos extremos da viga, temos que:
{\displaystyle 0=\int _{A}\sigma (x,z,t)dA={\frac {E}{R}}\int _{A}zdA\,}
e, portanto, a linha neutra atravessa com o centro de massa de área da seção transversal.
O raio R de curvatura da linha neutra é dado por:
{\displaystyle R^{-1}={\frac {u_{xx}}{\left(1+v_{x}^{2}\right)^{3/2}}}}
sob a hipótese de pequenos ângulos, {\displaystyle |v_{x}|<<1\,} e portanto o momento fletor é dado por:
{\displaystyle M=EIv_{xx}(x,t)\,}
E assim, chegamos à equação de Euler-Bernoulli:
{\displaystyle A\rho v_{tt}(x,t)=-EIv_{xxxx}(x,t)-f(x,t)-A\left[kv_{t}(x,t)+\rho g\right]}
ou, equivalentemente:
{\displaystyle A\rho v_{tt}(x,t)+EIv_{xxxx}(x,t)+kv_{t}(x,t)=-f(x,t)-A\rho g\,}

## Condições iniciais e de contorno

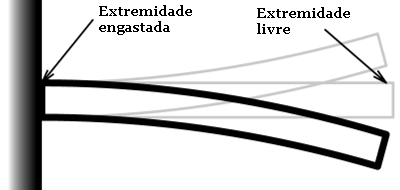
Uma viga em balanço.

A equação de Euler-Bernoulli possui derivadas de segunda ordem em t, por isso deve ser complementada com duas condições iniciais: a deformação inicial u(x,0) e a velocidade inicial ut(x,0). Já na variável x, possui derivadas de quarta ordem, por isso, exige que se especifiquem quatro valores na fronteira. Os valores na fronteira podem modelar pontos de apoio, pontos de carga, momentos entre outros. Algumas situações comuns são as seguintes:
- Extremidade engastada, a posição e a inclinação da linha neutra são nulas:

{\displaystyle u|_{x}=0\quad ;\quad {\frac {\partial u}{\partial x}}{\bigg |}_{x}=0\,}
- Extremidade totalmente livre (ou em balanço), a extremidade não transmite força nem momento:

{\displaystyle {\frac {\partial ^{2}u}{\partial x^{2}}}{\bigg |}_{x}=0\quad ;\quad {\frac {\partial ^{3}u}{\partial x^{3}}}{\bigg |}_{x}=0\,}
- Extremidade fixa por pino, a posição e o momento são nulos:

{\displaystyle u=0\quad ;\quad {\frac {\partial ^{2}u}{\partial x^{2}}}=0\,}
- Extremidade com uma força F e um momento M aplicados:

{\displaystyle -{\frac {\partial }{\partial x}}\left(EI{\frac {\partial ^{2}u}{\partial x^{2}}}\right)=F\quad ;\quad EI{\frac {\partial ^{2}v}{\partial x^{2}}}=M\,}

## Soluções estacionárias
Quando a força f(x,t) aplicada não depende do tempo, a equação de Euler-Bernoulli admite soluções independentes do tempo e que, portanto, devem satisfazer a seguinte equação:
{\displaystyle EIv_{xxxx}(x)=-f(x)-A\rho g\,}
cuja solução é dada por:
{\displaystyle {\begin{array}{rcl}EIv(x)&=&-\int _{0}^{x}\int _{0}^{x_{1}}\int _{0}^{x_{2}}\int _{0}^{x_{3}}f(x_{4})dx_{4}dx_{3}dx_{2}dx_{1}\\&-&{\frac {A\rho g}{24}}x^{4}+A_{0}+A_{1}x+A_{2}x^{2}+A_{3}x^{3}\end{array}}\,}
onde as contantes A1, A2, A3 e A4 são determinadas pelas condições de contorno.

## Oscilações livres
Quando nenhuma força externa é aplicada à viga, ainda assim ela pode vibrar, esse movimento é denominado oscilação ou vibração livre. Na ausência de termos forçantes, a equação de Euler-Bernoulli assume a seguinte forma:
{\displaystyle A\rho v_{tt}(x,t)+EIv_{xxxx}(x,t)+kv_{t}(x,t)=0\,}
Por simplicidade, desconsideramos também o peso próprio da viga. Do fato de a equação ser linear, esta não é uma consideração restritiva frente ao princípio da superposição. Esta equação pode ser resolvida através do método de separação de variáveis:
{\displaystyle v(x,t)=V(x)T(t)\,}
Substituindo na equação, temos obtemos a seguinte condição de separação.
{\displaystyle -{\frac {T''(t)}{T(t)}}-{\frac {k}{A\rho }}{\frac {T'(t)}{T(t)}}={\frac {EI}{A\rho }}{\frac {V^{(4)}(x)}{V(x)}}=\beta \,}
Aqui, {\displaystyle \beta \,} é uma constante positiva.